# Super Bases Loaded
Super Bases Loaded es un juego de béisbol para Super NES. Este juego es conocido como Super Professional Baseball (スーパープロフェッショナルベースボール ?) en Japón.
El juego es la quinta entrega global de la serie Bases Loaded, y la primera entrega de la serie secundaria para el Super Nintendo. La serie abarcó tres generaciones de consolas y un total de ocho entregas. El título original de Bases Loaded fue un juego de arcade que Jaleco porto al NES. También hubo una versión de Bases Loaded para Game Boy. Solamente el Bases Loaded original fue un juego arcade; el resto de la serie son exclusivas a sus consolas particulares. Hay cuatro videojuegos en la serie de Bases Loaded para NES, Bases Loaded, Bases Loaded II: Second Season, Bases Loaded 3 y Bases Loaded 4. La serie continuó en la plataforma SNES con Super Bases Loaded, Super Bases Loaded 2, y Super Bases Loaded 3. 	
La última entrada de la serie fue Bases Loaded '96: Double Header, lanzados para la quinta generación de consolas de Sega Saturn y PlayStation.

## Jugabilidad
Cuando el jugador pierde un juego, el jugador es descalificado y se le envía de nuevo a la pantalla inicial para volver a intentarlo en el nivel más bajo de juego. Cuando el jugador gana la partida sin embargo, el juego da al jugador una puntuación entre 0 y 100.
Obteniendo una vez 100 le toma al nivel más resistente, donde adquiriendo el puntaje perfecto de 100 otra vez quiere decir que el jugador ha derrotado el juego y acredita para aparecer al principio.
La publicidad en el juego consta de Parodias de las compañías que estaban en vigor a principios de 1990. El lenguaje de la publicidad esta en inglés en la versión de América del Norte, mientras que la versión en japonés (llamado Super Professional Baseball) tiene la mayoría de sus anuncios en japonés. Además de esto, los mensajes de home-runs aparecen ya sea en inglés o japonés, dependiendo de la versión que el jugador tiene. El jugador tiene dos equipos de edición y puede editar los nombres de los jugadores y las estadísticas de carrera en un intento de mejorar ya sea la bateador/lanzador o deliberadamente hacerlo rendir lo peor en el campo.

## Equipos profesionales
- Atlanta Amoebas
- Boston Buzzards
- Chicago Cyclops
- New York Mercs
- Philadelphia Hawks
- Washington Weasels
- Hawaii Islanders
- Kansas City Kings
- Los Angeles Lizards
- Seattle Storm
- Texas Tornados
- Utah Stars

El jugador también puede editar su propio equipo en este juego fuera de los dos equipos de encargo disponibles en el juego.